# Samuel P. Huntington
Samuel Phillips Huntington (New York, 18 aprile 1927 – Martha's Vineyard, 24 dicembre 2008) è stato un politologo statunitense.
Uno dei massimi esperti di politica estera, consigliere dell'amministrazione americana ai tempi di Jimmy Carter, direttore degli Studi strategici e internazionali di Harvard, fondatore di Foreign Policy e autore di una ventina di saggi che hanno fatto la storia della geopolitica degli ultimi vent'anni. È noto per la sua analisi delle relazioni tra governo civile e potere militare, i suoi studi sui colpi di Stato e le sue tesi sugli attori principali del ventunesimo secolo: le civiltà che tendono a sostituire gli Stati-nazione.

## Biografia
Studiò dapprima all'Università Yale; dopo aver prestato servizio militare, si specializzò all'Università di Chicago e ad Harvard, dove ad appena 23 anni divenne docente. Dopo la seconda guerra mondiale, svolse un ruolo importante nel lancio del movimento neo-conservatore insieme a Irving Kristol, Norman Podhoretz, Seymour Martin Lipset, Daniel Bell, Jeane Kirkpatrick e James Q. Wilson. Si tratta di allievi di Leo Strauss, filosofo politico di origine ebraica, che ammirava Nietzsche, Heidegger e Carl Schmitt.
Huntington divenne famoso nel 1968 con la pubblicazione del saggio Ordine politico nelle società in cambiamento, nel quale si opponeva alla teoria della modernità classica mettendo tra parentesi i fattori economici e sottolineando, invece, quelli sociali (urbanizzazione, scolarizzazione e mobilità sociale) nello sviluppo delle società. Inoltre il saggio sfidava le teorie convenzionali sulla modernizzazione, le quali sostenevano che il progresso economico e sociale porterebbe alla nascita di democrazie stabili nei Paesi di recente decolonizzazione.
Negli ultimi anni si era occupato di problemi causati dall'immigrazione negli Stati Uniti. È stato docente all'università Harvard e membro del Consiglio per le Relazioni Estere e, dal 1986 al 1987, Presidente dell'American Political Science Association. È morto il 24 dicembre 2008 nell'isola di Martha's Vineyard, in Massachusetts.

## Lo scontro delle civiltà
Nel 1993 Huntington diede il via a un dibattito tra i teorici delle relazioni internazionali con la pubblicazione in Foreign Affairs di un articolo estremamente influente e citato, intitolato The Clash of Civilizations? (Lo scontro di civiltà?). L'articolo si opponeva a un'altra tesi, relativa alle dinamiche principali della geopolitica post-Guerra fredda, teorizzata da Francis Fukuyama nel 1992 nel libro The End of History and the Last Man. Se nell'opera di Fukuyama veniva tratteggiata la "fine della storia" con l'avvento della globalizzazione guidata dalle liberal-democrazie occidentali, secondo Huntington, al contrario, la fine della Guerra fredda non affermerebbe un modello unico, ma anzi libererebbe le diverse civiltà dal giogo del bipolarismo politico e ideologico Stati Uniti d'America e Unione Sovietica, lasciandole libere di svilupparsi autonomamente. L'osservazione di Huntington è che "gli equilibri di potere tra le diverse civiltà stanno mutando" mentre "l'influenza relativa dell'Occidente è in calo". Huntington, in seguito, ampliò l'articolo, facendolo diventare un libro, pubblicato nel 1996 da Simon & Schuster, intitolato The Clash of Civilizations and the Remaking of World Order (Lo scontro delle civiltà e la nuova costruzione dell'ordine mondiale).
Secondo l'articolo e il libro, i conflitti successivi alla Guerra fredda si verificherebbero con maggiore frequenza e violenza lungo le linee di divisione culturale e non più politico-ideologiche, come accadeva nel XX secolo. Huntington crede che la divisione del mondo in Stati sia riduttiva, e che questo vada invece suddiviso a seconda delle civiltà, quindi ne enumera otto: Occidentale, Latinoamericana, Africana, Islamica, Sinica, Indù, Ortodossa e Giapponese. Suppone che, per capire i conflitti presenti e futuri, siano da comprendere innanzitutto le divergenze culturali, e che la cultura (piuttosto che lo Stato) debba essere accettata come luogo di scontro. Per questo motivo sottolinea che le nazioni occidentali potrebbero perdere il loro predominio sul mondo se non saranno in grado di riconoscere la natura inconciliabile di questa tensione.

## L'incontro delle civiltà
L'ultimo libro di Huntington, Who Are We? The Challenges to America's National Identity, tradotto nella edizione italiana in L'incontro delle civiltà. La nuova identità americana, è stato pubblicato nel maggio 2004. Il suo argomento è il significato dell'identità nazionale americana e ciò che descrive come una minaccia culturale dall'immigrazione su larga scala da parte dei latini, specie messicani, che secondo Huntington potrebbe dividere gli Stati Uniti in due popoli, due culture e due lingue. Dopo un'accurata analisi delle idee alla base della nazione e della assimilazione degli immigrati nei secoli precedenti nella società statunitense (e dopo aver sottolineato che gli inglesi che sbarcarono in America non erano degli immigrati ma dei coloni, creatori di una società e non ospiti di un'altra), l'autore auspica che l'America continui ad assimilare gli immigrati, impedendo l'assunzione della lingua spagnola a lingua ufficiale a causa della massiccia presenza di latini, non lasciandosi trascinare dalle convinzioni liberal nel far entrare nel paese logiche sociali non volte alla grandezza individuale ma al lassismo spirituale e lavorativo.

## Citazioni
(Lo scontro delle civiltà e il nuovo ordine mondiale, 1996)
(Lo scontro delle civiltà e il nuovo ordine mondiale, 1996)

## Opere tradotte in italiano
- Il soldato e lo Stato. Teoria e prassi delle relazioni civili-militari (1957)
- Ordine politico nelle società in cambiamento (1968)
- Huntington S.P, Crozier M. & Joji Watanuki The crisis of democracy Archiviato il 21 agosto 2019 in Internet Archive.. On the Governability of Democracies (1975; La crisi della democrazia. Rapporto sulla governabilità delle democrazie alla Commissione trilaterale, trad. it. Milano, ETAS libri, 1977)
- La terza ondata. I processi di democratizzazione alla fine del XX secolo (Il Mulino, 1998)
- Lo scontro delle civiltà e il nuovo ordine mondiale (Garzanti, 2000)
- La nuova America. Le sfide della società multiculturale (Garzanti, 2005)
  - L'incontro delle civiltà. La nuova identità americana (Garzanti)
- Ordine politico e cambiamento sociale Archiviato il 5 marzo 2016 in Internet Archive. (Rubbettino, 2012)
- Ordine politico e scontro di civiltà (ed. Il mulino, 2013)